# Ga Nodeul
Ga Nodeul (Tiếng Hàn: 노들역, Hanja: 노들驛) là ga tàu điện ngầm trên Tàu điện ngầm Seoul tuyến 9 nằm ở Bon-dong, Dongjak-gu, Seoul.

## Lịch sử
- 18 tháng 9 năm 2008: Tên ga tàu điện ngầm Seoul tuyến 9 được xác định là Ga Nodeul [1]
- 24 tháng 7 năm 2009: Trở thành ga trung chuyển với việc khai trương đoạn Gaehwa ~ Sinnonhyeon của Tàu điện ngầm Seoul tuyến 9.

## Bố trí ga
| Noryangjin ↑ |
| \| W/B       |
| ↓ Heukseok   |

| Hướng Tây  | ● Tuyến 9 | Địa phương | ← Hướng đi Noryangjin · Dangsan · Sân bay Quốc tế Gimpo · Gaehwa                             |
| Hướng Đông | ● Tuyến 9 | Địa phương | → Hướng đi Dongjak · Sinnonhyeon · Liên hợp thể thao · Bệnh viện cựu chiến binh Trung ương → |

## Xung quanh nhà ga
- Đường hầm Sangdo
- Hướng tới Cầu Hangang, Ga Yongsan và Ga Sinyongsan
- Công viên Sayukshin
- Công viên Nodeulnaru
- Công viên khu phố Noryangjin
- Công viên khu phố Yongbongjeong
- Trường tiểu học Seoul Yeongbon
- Trường tiểu học Seoul Bondong
- Trường trung học Dongyang
- Trung tâm phúc lợi hành chính Noryangjin 1-dong
- Đảo Nodeul ( giữa đầu phía nam và phía bắc của cầu Hangang )
- Nodeul-ro (Đã thay đổi từ đường dành riêng cho ô tô thành đường chung)
- Chợ Bondong

## Hình ảnh

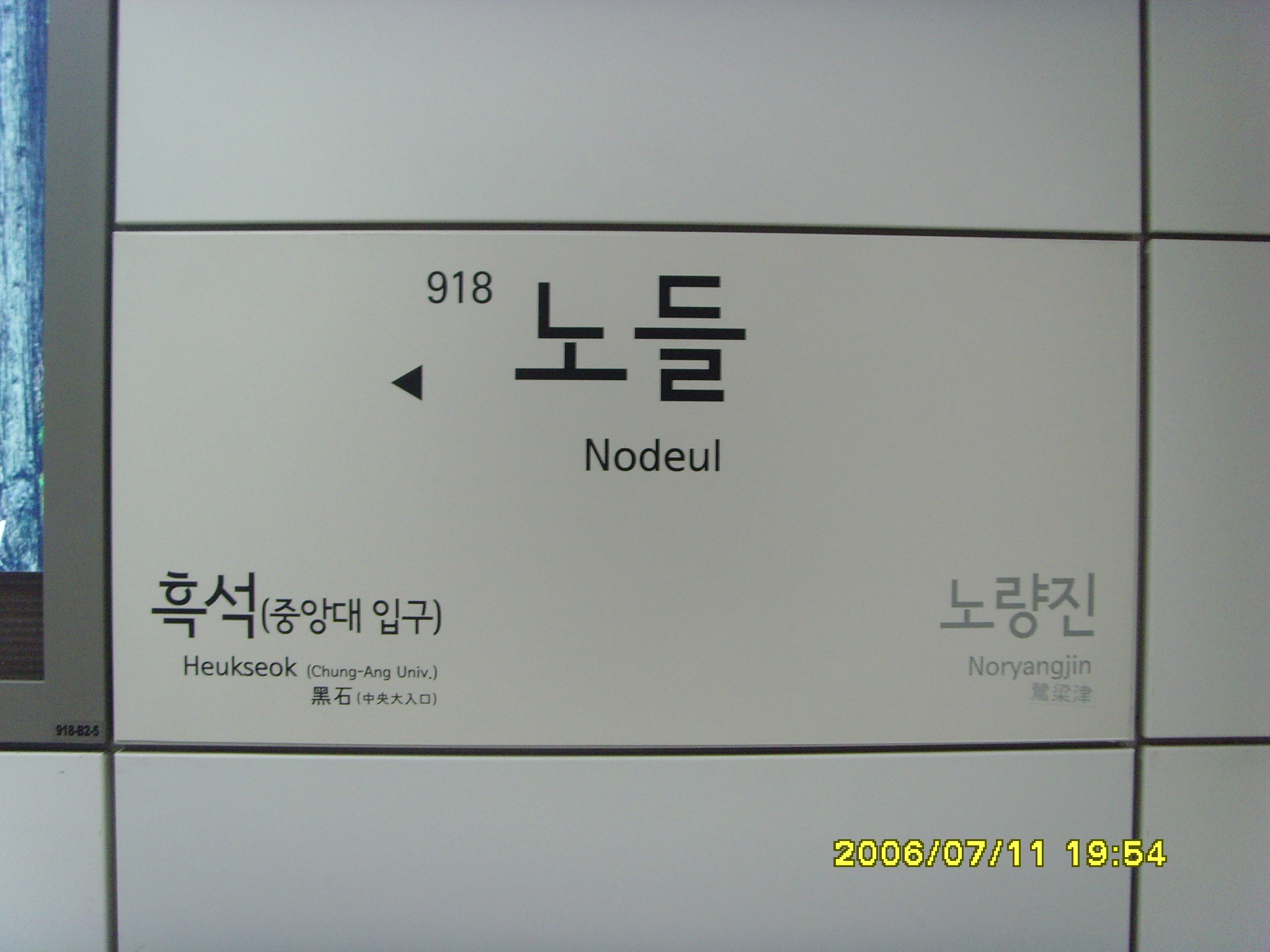
Biển hiệu ga hướng đi ga Heukseok
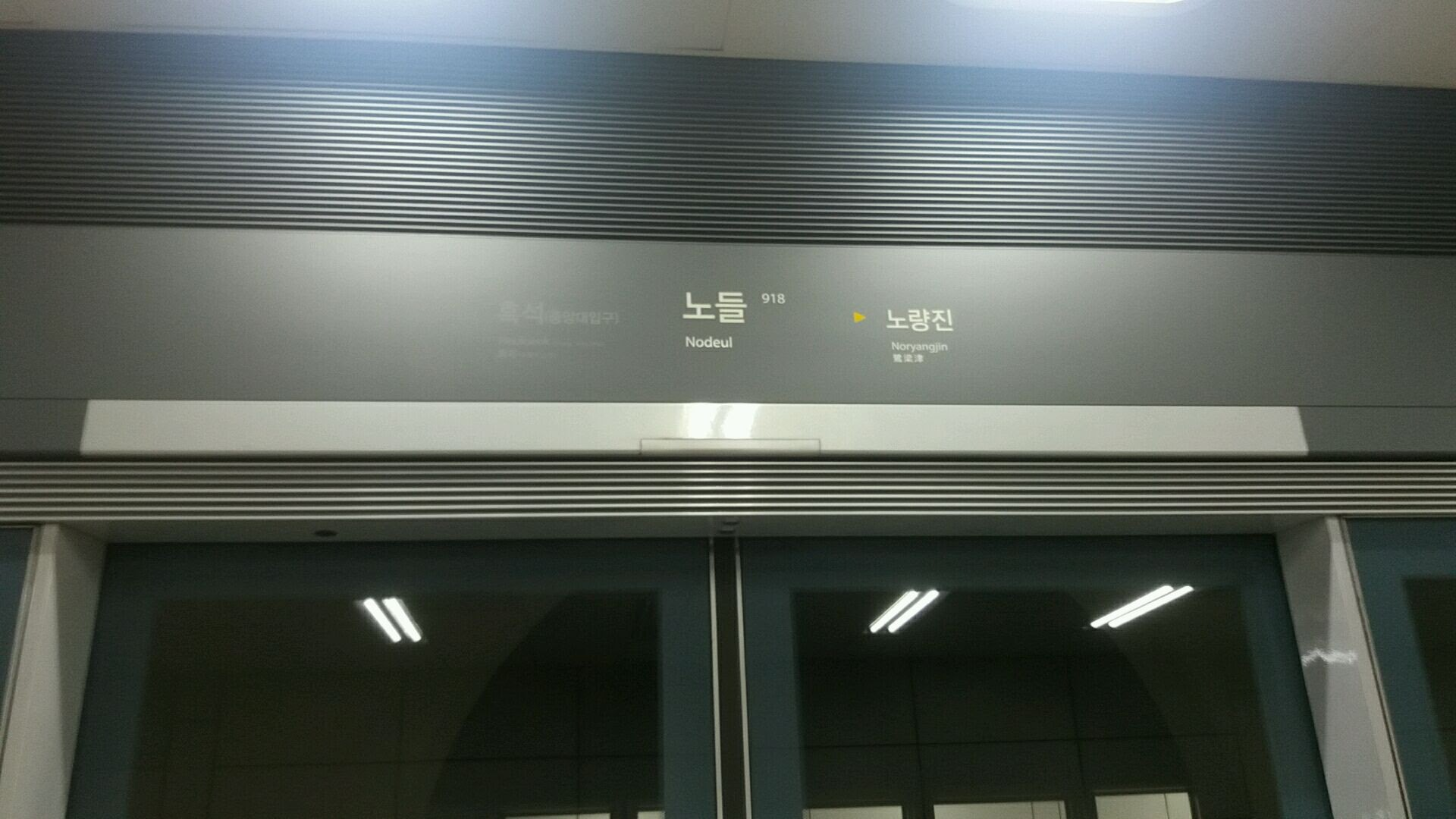
Cửa chắn sân ga
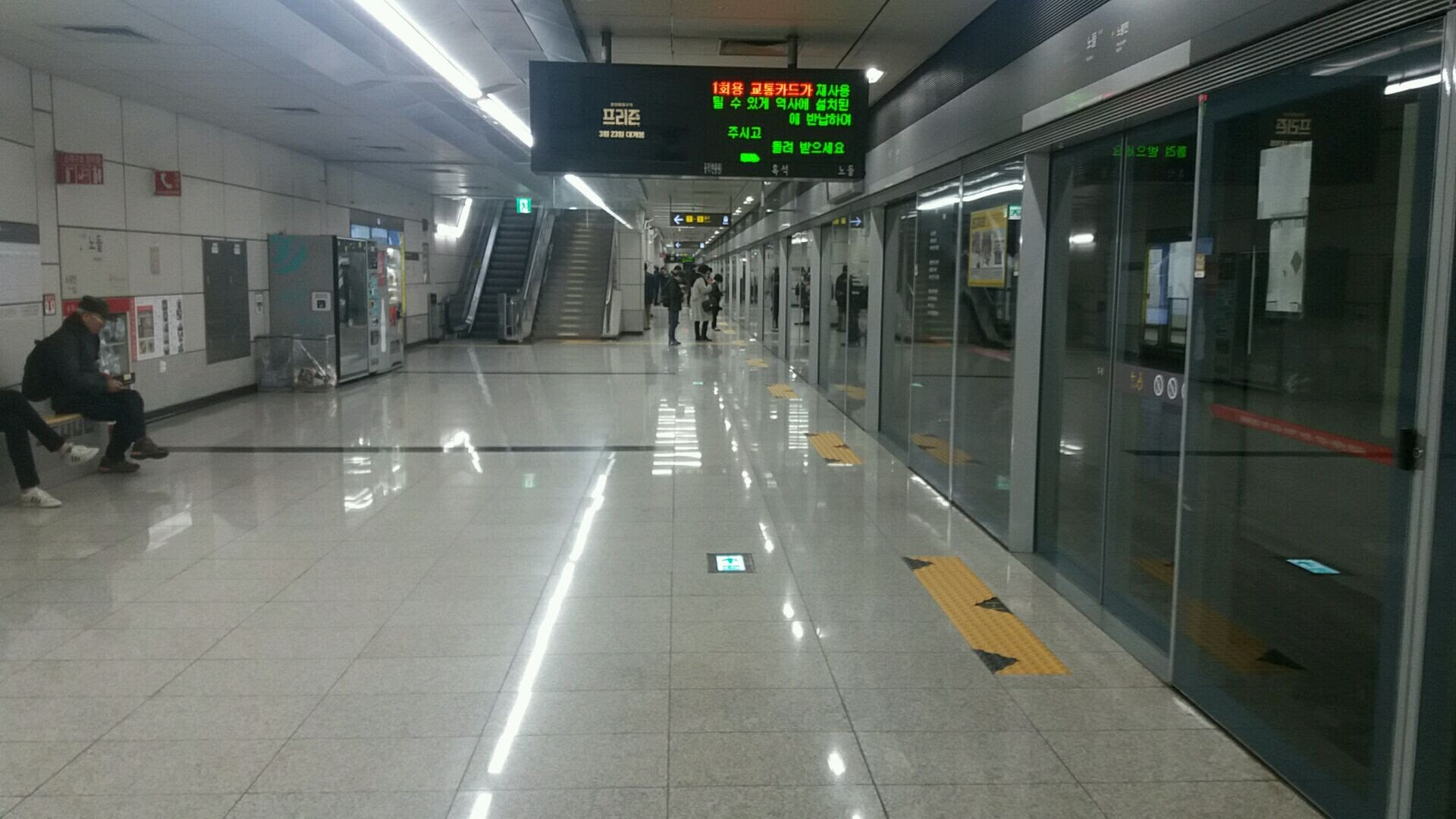
Quang cảnh bên trong ga Nodeul